# Prajna
Prajñā (du sanskrit : प्रज्ञा) ou paññā (du pāli : 𑀧𑀜𑁆𑀜𑀸), également (ch : 般若, bōrĕ (ou bānruò) ; vi : bát nhã (般若) ; co : banya (반야, 般若) ja : hannya (般若) ; ti : ཤེས་རབ་, shes rab, sherab), souvent traduit par « connaissance », « sagesse », « sagesse transcendante », ou même « gnose», est une notion fondamentale du bouddhisme. Le terme signifie à l’origine « capacité cognitive » ou « savoir-faire ». Il désigne dans le bouddhisme l'intuition capable de percevoir le phénomène de coproduction conditionnée, ainsi que l’absence de soi propre (pali: anatta) et le vide (sanskrit: śūnyatā) de toute chose. C’est une perception aiguë qui permet d’atteindre l'illumination, opposée mais complémentaire de (jñāna): la connaissance; ces deux qualités transcendent l'esprit propre (moi individuel, personnalité) dans ce qu'il a de fragmenté et d'étriqué pour permettre une compréhension nouménale du phénoménal. Dans l'hindouisme, la prajñā est la grande perception de l'Ultime réalité, la Vérité, ce qui est vraiment, c'est-à-dire la liaison du soi personnel avec le Brahman: le Tout, l'Un universel.

## Sources dans le canon
Dans les Sikkha suttas  de l’Anguttara Nikaya du canon pali, paññā est décrit par Gautama comme élément d’un processus en trois parties qui mène à la libération, et comme la compréhension des quatre nobles vérités. C'est une section essentielle du noble sentier octuple. On distingue trois types de sagesse, de la plus rudimentaire à la plus développée :
- suta-mayâ paññā : la sagesse obtenue par l'audition des instructeurs ou la lecture des textes ;
- cinta-mayâ paññā : la sagesse obtenue par la réflexion, l'examen rationnel, l'analyse intellectuelle ;
- bhavana-mayâ paññā : la sagesse obtenue par l'expérience personnelle, le développement de l'esprit (vipassana).

Le bouddhisme theravāda définit cette sagesse comme la vue des choses telles qu'elles sont (yathā bhutam), c'est-à-dire la vue des trois caractéristiques de l'existence.
Dans les sutras mahayana prajñā-pāramitā, comme le Sutra du Cœur, prajna est le principal moyen, qualifié d’« inégalé » et d’« insurpassable », pour parvenir à l’illumination et atteindre le nirvāna en révélant la vraie nature des choses. C’est la sixième des vertus paramitas. Elle a deux aspects, l'un exprimable, mondain (lokiya), l'autre inexprimable, ultime (paramārtha).
Dans le Sutra du Cœur on parle parfois de « pratique » de la prajna. Selon l’interprétation des courants chan (et ses dérivés son, thiền et zen), et particulièrement les écrits attribués au sixième patriarche Huineng, il s’agit d’un engagement « sans choix » dans le cours des choses, qui consiste à participer au monde (contrairement à une méditation repliée sur soi) en conservant une constante équanimité.

## Explication imagée
Deux métaphores expliquent en quoi cette nature propre qu'est la prajna se distingue de l’esprit propre, agrégat de  skandhas :  
- « Combien je suis heureuse dans mon puits ! » dit une grenouille à la tortue de mer. « Je peux sauter sur la margelle, me blottir dans les trous entre les briques, nager à la surface, plonger dans la vase, aussi je préfère mon puits à votre mer. Essayez un peu de ses charmes… ».  Pour complaire à la grenouille, la tortue essaya. Mais une fois sa patte droite introduite dans le puits, il lui fut impossible d’y faire entrer la gauche, tant le puits était étroit, tant elle était large. Après avoir retiré sa patte, elle donna à la grenouille les renseignements suivants sur la mer : « Elle a plus de mille stades de long, elle est plus profonde que mille hommes montés l’un sur l’autre. Quand survient l’inondation, son niveau n’est pas affecté par toute l’eau qui s’y déverse et quand survient la sécheresse, elle n’en éprouve pas la moindre diminution. Durée, quantité, ces termes ne s’appliquent pas à la mer. Cette immobilité constante, voilà le charme de mon séjour à moi ».   À ces mots, la grenouille du puits fut prise de vertige et perdit son petit esprit.

- Si vous regardez la rivière depuis la rive, vous ne distinguez qu’un seul méandre. Si vous vous élevez, vous en discernerez plusieurs, puis tous les affluents de la rivière. Si vous continuez votre élévation, vous en arriverez à voir que par delà les montagnes, toutes les rivières se rassemblent en un seul océan, mélangeant leurs eaux indifféremment. Le regard qui s’élève est votre prajna, sagesse transcendante. Ce même regard une fois arrivé au sommet, là d’où l’on distingue rivières et océan dans leur unité, est dit « jnana », sagesse transcendantale. « Là » toutes les différences sont unies en un seul et même tout.

## Prajna et méditation
La pleine conscience de la prajna est un mouvement mental subtil éclairant les erreurs de l’esprit propre. Il s’agit d’un processus naturel correspondant à la croissance intérieure de l’individu, qui doit se produire spontanément et ne peut être formalisé pour l’enseignement. Cependant, pour des raisons pédagogiques, certains enseignements traditionnels considèrent cinq aspects dans la prajna :
- Prajna comme miroir : vision qui n'est pas affectée par les objets, de la même façon que le miroir réfléchit les objets sans être perturbé par eux. Il n'y a pas de réaction subjective ni d'attachement, mais une objectivité pure et parfaite.
- Prajna comme vision égalisante : parce que la sagesse transcendante voit tout avec une objectivité complète, elle a la même attitude envers toutes choses, tout comme le soleil éclaire sans distinction un lieu de culte ou un lieu de perdition.
- Prajna comme vision discriminante : si le miroir reflète tout également, il n'estompe cependant pas les particularités et reflète les détails les plus minuscules clairement et distinctement. Pratiquement, la vision discriminante est la capacité de comprendre intimement les phénomènes et les situations dans leurs particularités propres.

- Prajna comme sagesse accomplissante : l'esprit éveillé se dévoue au bien de tous les êtres et trouve naturellement et spontanément de nombreux moyens habiles (upaya) pour les aider. Il y a donc une dimension dynamique et agissante dans la prajna, qui est aussi la capacité de discerner l’acte judicieux selon le contexte.

- Prajna comme sagesse du dharmadhatu : le dharmadhatu ou conscience unitaire est la norme absolue de l’univers, qui lui est constitutive. C’est une vision libre de tout point de référence tangible (la réalité telle qu’elle se présente à nos sens), reflétant la norme absolue intangible. Atteindre cette sagesse revient à se libérer de toute identification personnelle pour se contenter d’être la réalité ultime elle-même, consciente d’elle-même et se manifestant en tant que telle. C’est ce qu’exprime le Sutra du Cœur dans le passage : « Le vide n'est pas différent de la forme, la forme n'est pas différente du vide, et il en va de même des sensations, des perceptions, des volitions et des consciences,... ». On peut dire que les quatre autres sagesses sont des aspects de la sagesse du dharmadhatu.